# Phelister plicatus
Phelister plicatus är en skalbaggsart som beskrevs av Hinton 1935. Phelister plicatus ingår i släktet Phelister och familjen stumpbaggar. Inga underarter finns listade i Catalogue of Life.